# Mićo Smiljanić
Mićo Smiljanić szerb labdarúgó.
A Spartak Subotica csapatában játszott Smiljanić 1998-ban külföldre költözött, és csatlakozott a magyar Diósgyőr klubhoz. Pályafutásának nagy részét Magyarországon töltötte, 2003-ban az MTK Hungáriával megnyerte a nemzeti bajnokságot. Az évek során Smiljanić Izraelben (Ashdod) és Görögországban (Panionios) is profiként játszott.